# Коропластика
Коропластика (греч. κόρη — кукла и греч. πλαστική — лепка) — лепка кукол. Термин впервые встречается в греческих письменных источниках, относящихся к IV веку до нашей эры. Коропластами греки называли мастеров, создававших терракотовые (terra — земля, cotta — обожжённая, то есть из глины) фигурки. Наиболее распространённым типом таких фигур являются статуэтки эпохи эллинизма, отражающих обыденную жизнь античного дома и быт семьи. Они дают представление об одежде, украшениях, обыденных занятиях, играх и танцах древнегреческих людей (преимущественно женщин).
- Примеры коропластики
- «Две девушки», конец IV — начало III в. до н. э., Государственный Эрмитаж
- «Дама в голубом». Ок. 300 г. до н. э. Лувр, Париж
- Сидящая женщина. Старый музей, Берлин
- Молодой человек, сидящий на камне. Беотия. Ок. 300 г. до н. э. Британский музей, Лондон
- Женская фигурка. Художественный музей Уолтерса, Балтимор